# مجلس الوزراء الكويتي (مارس 2021)
مجلس الوزراء الكويتي مارس 2021 أو حكومة صباح الخالد الثالثة، هي الحكومة الكويتية الثامنة والثلاثون في تاريخ دولة الكويت منذ الاستقلال عام 1961، تشكّلت في تاريخ 2 مارس 2021، برئاسة الشيخ صباح الخالد الحمد الصباح، وتقدم رئيس مجلس الوزراء باستقالة الحكومة ليصدر في 14 نوفمبر 2021 أمر أميري بقبول استقالتها وكلفت بتسيير الأعمال حتى صدر المرسوم الأميري بتشكيل الحكومة الكويتية التاسعة والثلاثين في 28 ديسمبر 2021.

## أعضاء مجلس الوزراء
تشكلت الحكومة برئاسة الشيخ صباح الخالد الحمد الصباح، وعضوية كل من:
- نائبًا لرئيس مجلس الوزراء ووزيرًا للدفاع: الشيخ حمد جابر العلي الصباح
- نائبًا لرئيس مجلس الوزراء ووزيرًا للعدل ووزير دولة لشؤون تعزيز النزاهة: عبد الله الرومي
- وزيرًا للداخلية: الشيخ ثامر العلي الصباح
- وزيرًا للنفط ووزيرًا للتعليم العالي: د. محمد عبد اللطيف الفارس
- وزيرًا للتجارة والصناعة: د. عبد الله السلمان
- وزيرًا للإعلام والثقافة ووزير دولة لشؤون الشباب: عبد الرحمن بداح المطيري
- وزيرًا للصحة: الشيخ د. باسل الصباح
- وزيرًا للأوقاف والشؤون الإسلامية: عيسى الكندري
- وزيرًا للخارجية ووزير دولة لشؤون مجلس الوزراء: الشيخ د. أحمد ناصر المحمد الصباح
- وزيرًا للأشغال ووزير دولة لشؤون الاتصالات وتكنولوجيا المعلومات: د. رنا الفارس
- وزيرًا للكهرباء والماء والطاقة المتجددة ووزيرًا للشؤون الاجتماعية والتنمية المجتمعية: د. مشعان العتيبي
- وزيرًا للتربية: د. علي المضف
- وزير دولة لشؤون مجلس الأمة: مبارك الحريص
- وزير دولة لشؤون البلدية ووزير دولة لشؤون الإسكان والتطوير العمراني: شايع عبد الرحمن الشايع
- وزيرًا للمالية ووزير دولة للشؤون الاقتصادية والاستثمار: خليفة حمادة